# Big Bang 2
Big Bang 3 è il quinto album studio del gruppo musicale sudcoreano Big Bang, pubblicato l'11 maggio 2011 dalla Universal Music Japan..

## Promozione
Dall'album sono stati estratti tre singoli: Koe o Kikasete (sigla d'apertura della commedia romantica Ohitorisama), Tell Me Goodbye e Beautiful Hangover. Tutti e tre sono riusciti ad entrare nella top ten Oricon.

## Successo commerciale
L'album è arrivato alla prima posizione della classifica dei più venduti, ed è stato certificato disco d'oro dalla RIAJ.

## Tracce
1. Intro (Thank You & You) - 1:36
2. Tonight (Versione giapponese) - 3:40
3. Somebody to Luv (Versione giapponese di Somebody to Love) - 3:32
4. Beautiful Hangover - 3:46
5. Ora Yeah! (オラ Yeah!) - 3:05
6. Tell Me Goodbye - 4:07
7. Koe o Kikasete (声をきかせて) - 4:16
8. Ms. Liar (Versione giapponese di Stupid Liar) - 3:53
9. Hands Up - 3:59
10. Love Song - 3:44